# Henny Krause
Henny Christa Julie Krause f. Aaquist (28. juli 1905 i Viborg – 12. juli 1980) var en dansk skuespillerinde.
Hun debuterede i september 1928 og blev uddannet på Det kgl. Teaters Elevskole. I årene 1936-38 var hun engageret på Odense Teater og sidenhen ved Det ny Teater. Hun var 1927-1935 gift med skuespilleren Gunnar Lauring og fra 1942 med skuespilleren og sceneinstruktøren Sam Besekow. Henny Krause er mor til skuespilleren Bertel Lauring.
Hun medvirkede i få spillefilm, bl.a. Lynet (1934) og Regnen holdt op (1942).